# Stiphidion facetum
Espèce
Synonymes
- Amarara fera Marples, 1959

Stiphidion facetum est une espèce d'araignées aranéomorphes de la famille des Stiphidiidae.

## Distribution
Cette espèce se rencontre dans l'Est de l'Australie et en Nouvelle-Zélande

## Description

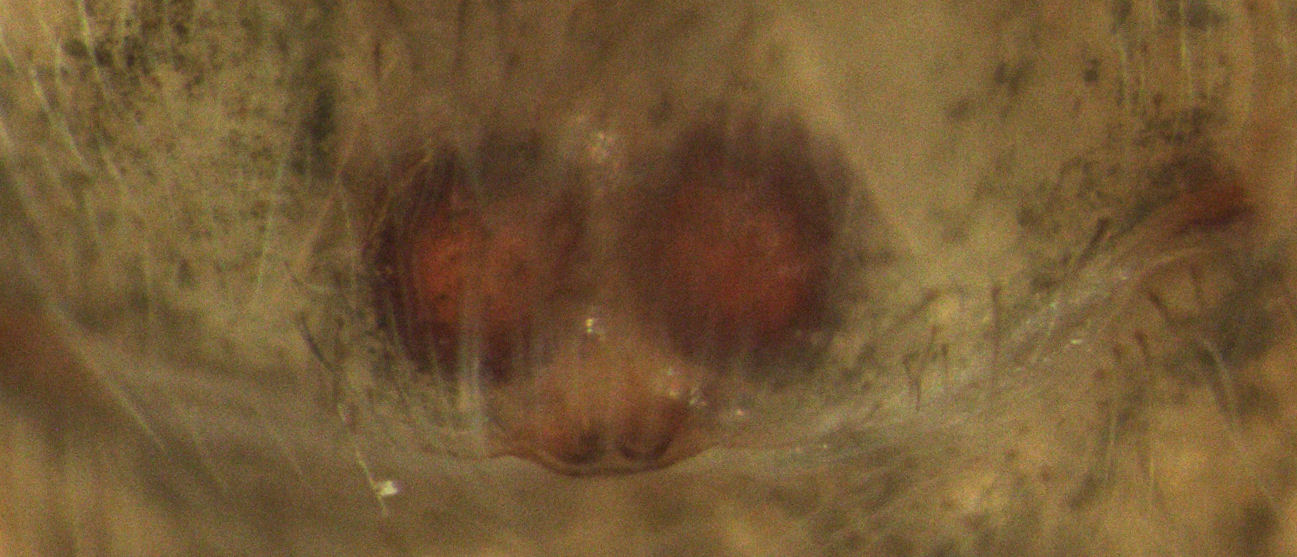
épigyne

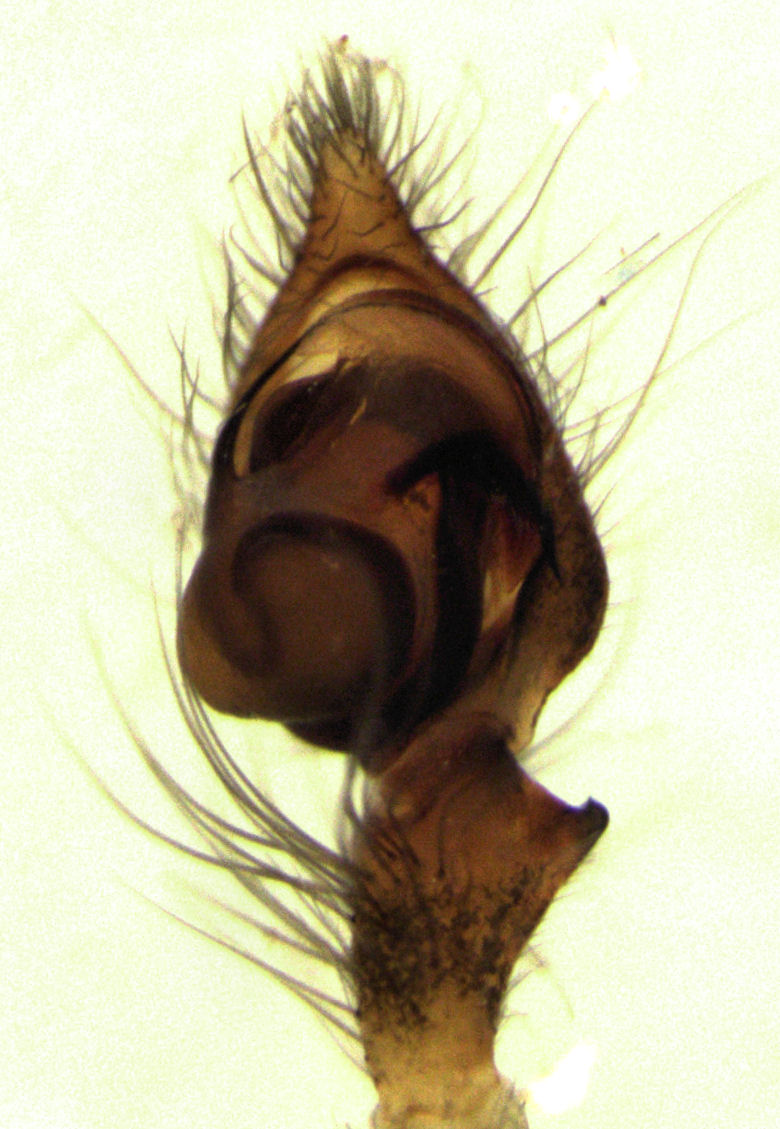
palpe du mâle

Le mâle juvénile holotype mesure 10 mm.

## Publication originale
- Simon, 1902 : Descriptions de quelques arachnides nouveaux de la section de Cribellatés. Bulletin de la Société Entomologique de France, vol. 1902, p. 240-243 (texte intégral).